# Carmi Martin
Carmi Martin (* 9. August 1963 als Carmita Martin) ist eine philippinische Filmschauspielerin.
Seit 1976 spielt Carmi Martin in philippinischen Filmen und Fernsehserien, dabei überwiegend in Komödien. Sie spielt jedoch auch in Dramen und Actionfilmen. Für die Dramen In the Name of Love und No Other Woman (beide 2011) sowie den Mystery-Thriller Feng Shui 2 (2014) wurde sie jeweils für den Filmpreis FAMAS-Award als beste Nebendarstellerin nominiert. Insgesamt wirkte sie in rund 140 Produktionen mit.
Im Jahr 2003 beendete sie einen zweijährigen Kurs in Innenarchitektur und im Jahr 2011 schloss sie im Alter von 47 Jahren ein Innenarchitekturstudium an der Philippinischen Frauenuniversität in Manila ab und erwarb einen Bachelorabschluss.

## Filmografie (Auswahl)
- 1980: Dolphy’s Angels
- 1980: John & Marsha 80
- 1980: Iskul Bukol
- 1981: D’Gradwets
- 1982: Cain And Abel
- 1983: Hot Property
- 1985: Working Boys
- 1986: Bagong Hari
- 1989: Gabriela
- 1990: Dino Dinero
- 1991: Humanap Ka ng Panget
- 1995: Father & Son
- 1997: To Saudi With Love
- 1998: Ikaw Na Sana
- 2000: Kahit Isang Saglit
- 2003: Message Sent
- 2004: I Will Survive
- 2007: Gawad Kalinga
- 2008: Dobol Trobol: Lets Get Redi 2 Rambol!
- 2009: OMG (Oh, My Girl!)
- 2010: Working Girls
- 2011: In the Name of Love
- 2011: No Other Woman
- 2012: The Mistress
- 2012: Valiente (Fernsehserie, 100 Folgen)
- 2014: Feng Shui 2
- 2014: Sa Ngalan Ng Ama, Ina At Mga Anak
- 2021–2022: Happy ToGetHer (Fernsehserie, 37 Folgen)
- 2022: Love You Stranger (Fernsehserie, 40 Folgen)
- 2025: Sosyal Climbers